# (37164) 2000 WT12
2000 WT12 (asteroide 37164) é um asteroide da cintura principal. Possui uma excentricidade de 0.08920550 e uma inclinação de 9.46057º.
Este asteroide foi descoberto no dia 22 de novembro de 2000 por NEAT em Haleakala.